# Wybory parlamentarne w Grecji w czerwcu 2012 roku
Wybory parlamentarne w Grecji w czerwcu 2012 – przedterminowe wybory do greckiego parlamentu, Izby Deputowanych odbyły się 17 czerwca 2012 roku.

## Wyniki wyborów
Wybory parlamentarne podobnie jak w maju wygrała z niewielką przewagą Nowa Demokracja na którą oddano 29,66% ważnych głosów co przełożyło się na 129 mandatów w 300-osobowym Parlamencie Hellenów. Na drugim miejscu uplasowała się SYRIZA z 26,89% i 71 mandatami, a za nią Panhelleński Ruch Socjalistyczny 12,28%. Frekwencja wyborcza wyniosła 62,47%.
| Partia polityczna | Partia polityczna                                         | Liczba głosów      | %     | +/–    | Liczba mandatów | +/– |
| ----------------- | --------------------------------------------------------- | ------------------ | ----- | ------ | --------------- | --- |
|                   | Nowa Demokracja (ND)                                      | 1,825,502          | 29,66 | +10,81 | 129             | +21 |
|                   | Radykalna Lewica (SYRIZA)                                 | 1,665,002          | 26,89 | +10,11 | 71              | +19 |
|                   | Panhelleński Ruch Socjalistyczny (PASOK)                  | 755,808            | 12,28 | –0,90  | 33              | −8  |
|                   | Niezależni Grecy (ANEL)                                   | 462,441            | 7,51  | -3,09  | 20              | -13 |
|                   | Złoty Świt (XA)                                           | 425,970            | 6,92  | -0,05  | 18              | -3  |
|                   | Demokratyczna Lewica (DIMAR)                              | 380,050            | 6,26  | +0,15  | 17              | -2  |
|                   | Komunistyczna Partia Grecji (KKE)                         | 277,152            | 4,50  | -3,98  | 12              | -14 |
|                   | Odtworzyć Grecję – Akcja – Sojusz Liberalny (DX-DRASI-FS) | 98,061             | 1,59  | +1,59  | -               | -   |
|                   | Ludowe Zgromadzenie Prawosławne (LAOS)                    | 97,096             | 1,58  | –1,32  | -               | -   |
|                   | Ekolodzy-Zieloni (OP)                                     | 54,419             | 0,88  | -2,05  | -               | -   |
|                   | Pozostałe                                                 | 175,355            | 1,93  | -      | -               | -   |
|                   | Razem                                                     | 6,216,856 (62.47%) |       |        | 300             |     |

W wyniku tych wyborów, powołano rząd koalicyjny partii Nowa Demokracja, PASOK i Demokratyczna Lewica. Jest to pierwszy w nowożytnej historii Grecji rząd koalicyjny, niepowołany już z założenia tymczasowo, a z projektem koalicyjnego pokierowania państwem przez pełną kadencję.